# Samuel Palmer
Samuel Palmer (27 de enero de 1805-24 de mayo de 1881) fue un pintor, grabador y dibujante británico. También fue un prolífico escritor. Palmer fue una figura clave en el Romanticismo en gran Bretaña y produjo pinturas visionarias y pastorales.

## Infancia

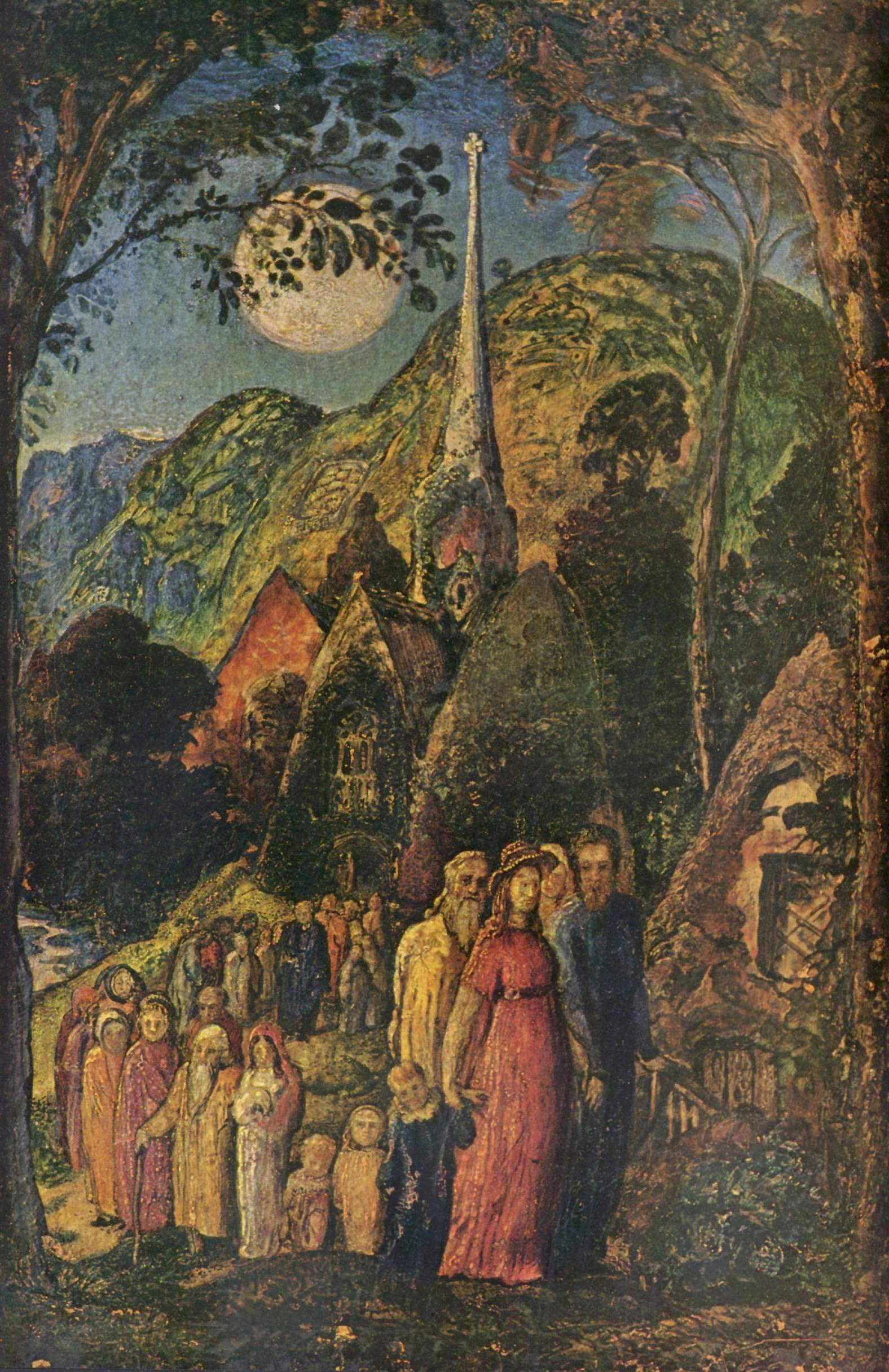
Samuel Palmer. 1830

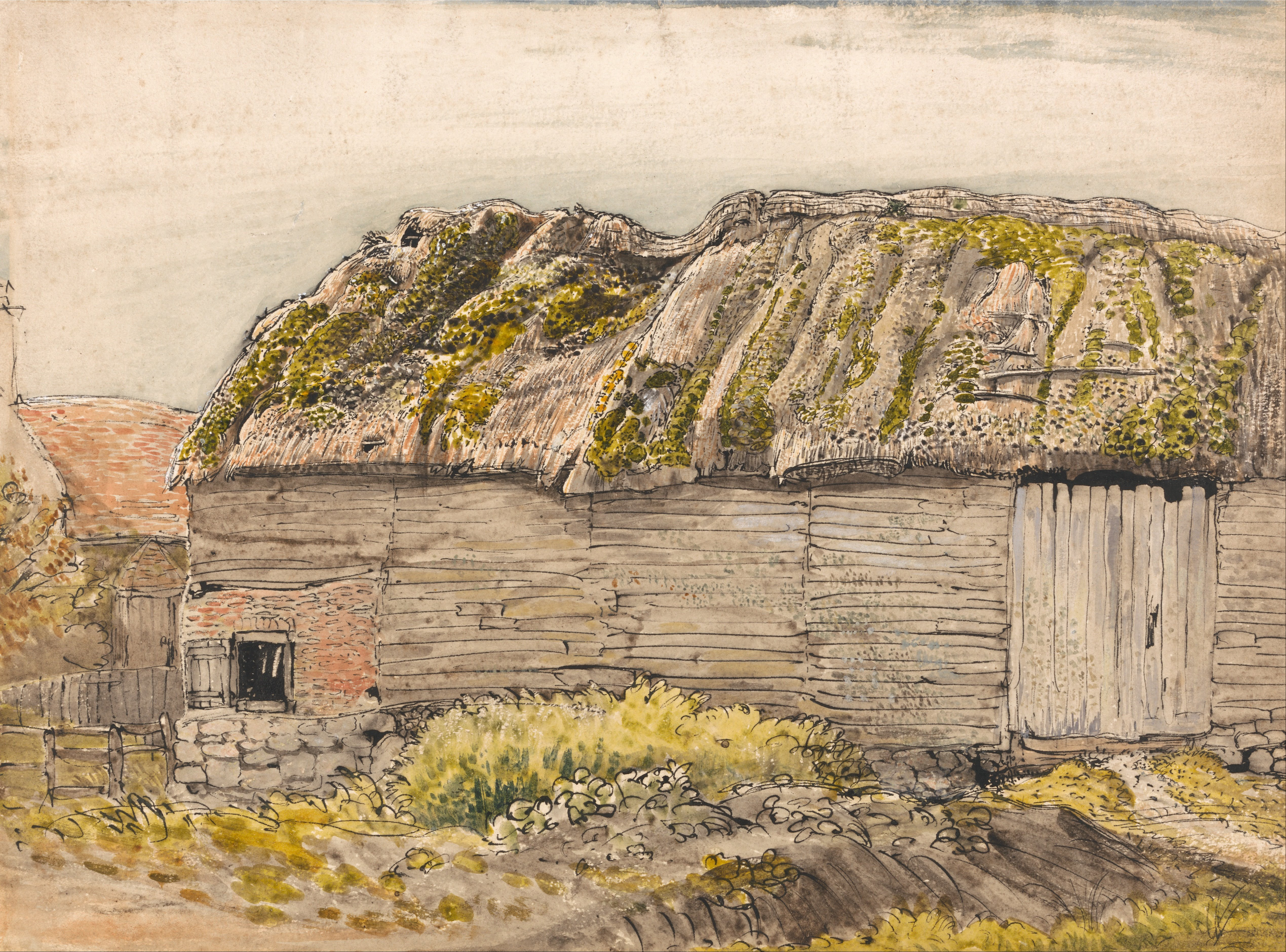
Samuel Palmer, A Barn with a Mossy Roof, Shoreham

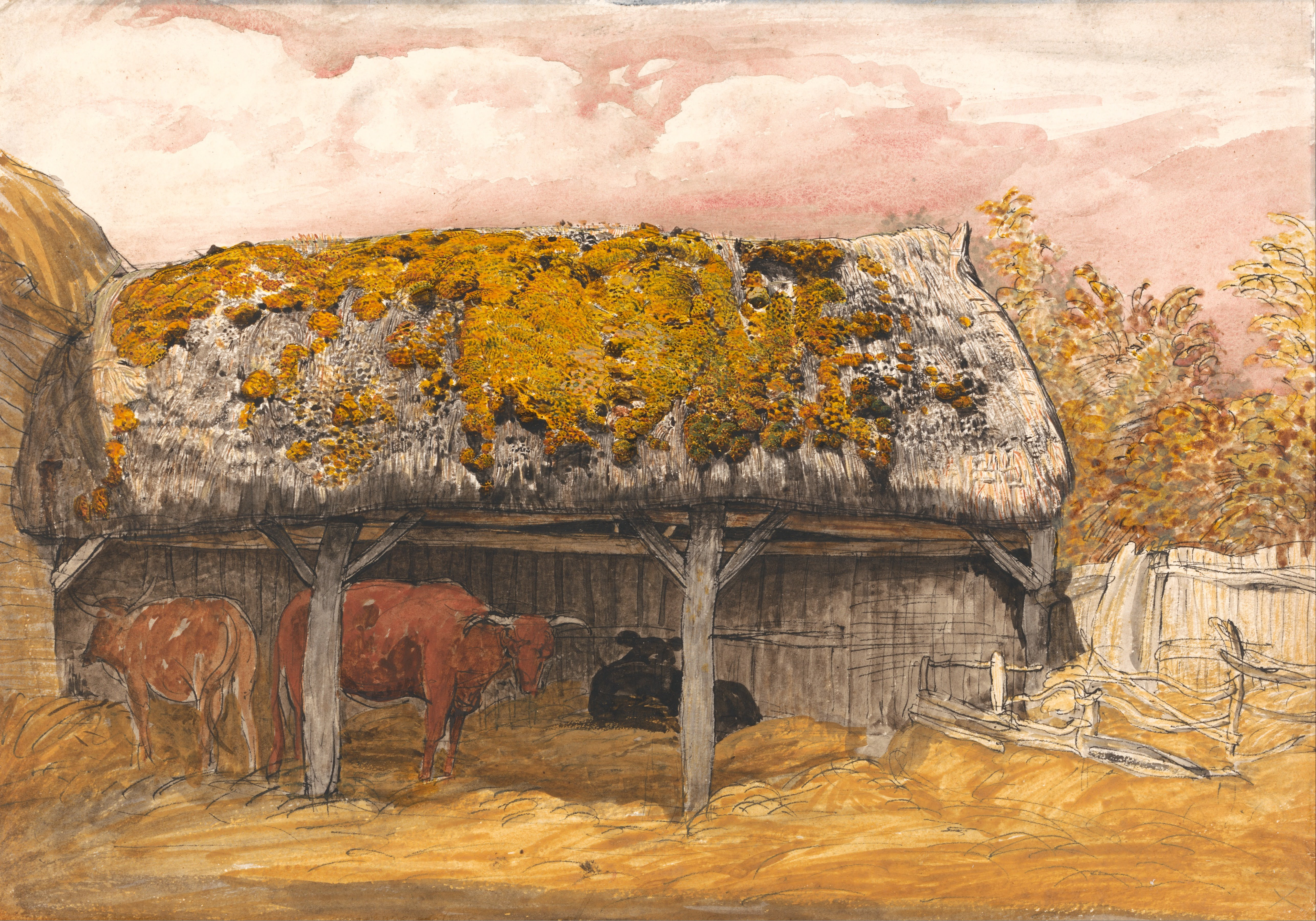
Samuel Palmer, A Cow Lodge with a Mossy Roof (1829)

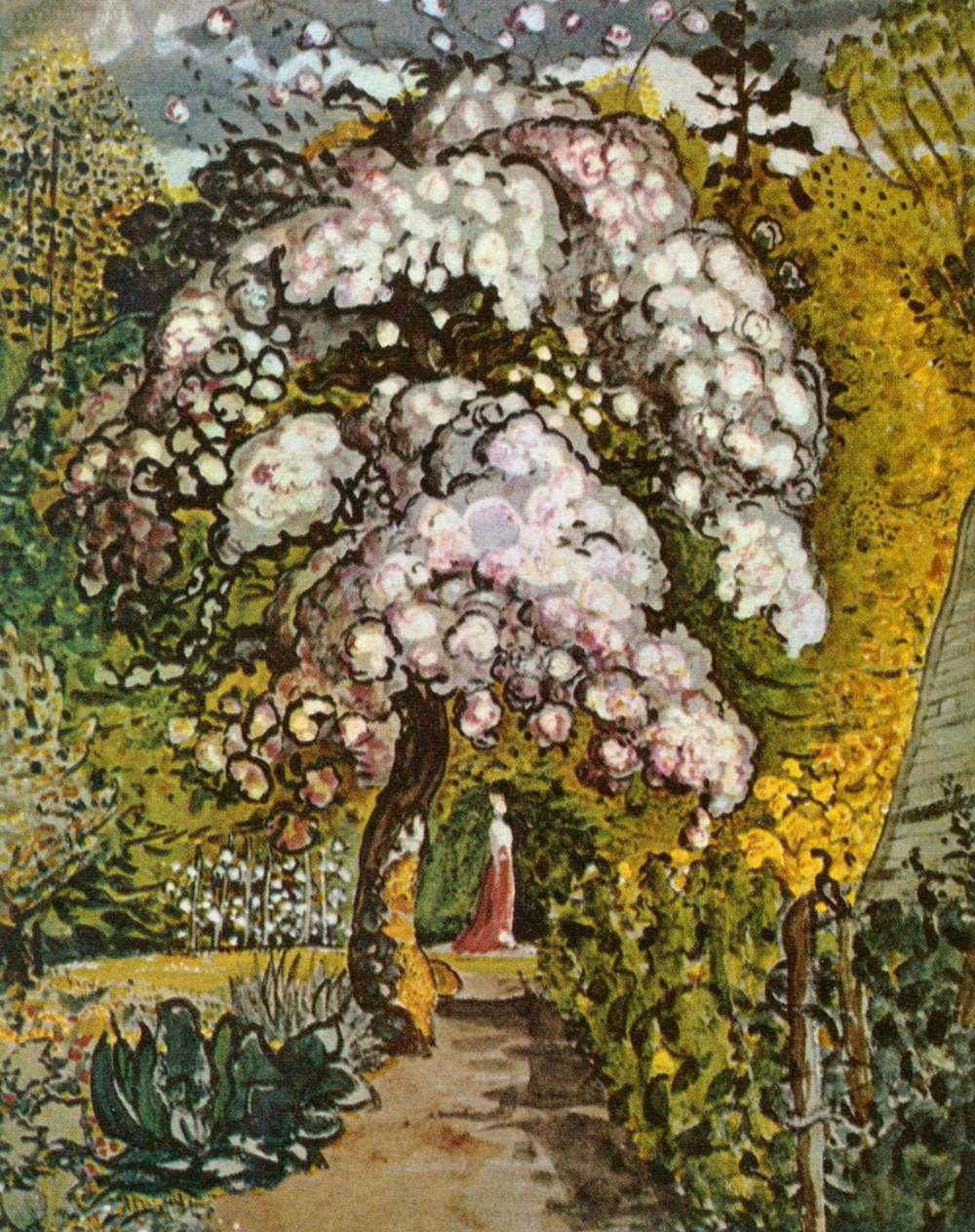
En un jardín de Shoreham. Década de 1820 o a principios de la década de 1830

Palmer, quien nació en Surrey Square en Old Kent Road en Newington, Londres, era hijo de un librero y en algún momento ministro baptista, y fue criado por una piadosa enfermera. Palmer pintó iglesias desde alrededor de los doce años, y expuso obras inspiradas por Turner en la Royal Academy a la edad de catorce años. Tenía poco entrenamiento formal y poca educación formal, aunque fue educado brevemente en la Merchant Taylors 'School.

## Shoreham
A través de John Linnell, conoció a William Blake en 1824. La influencia de Blake se puede ver en el trabajo que produjo en los siguientes diez años y generalmente se considera su mejor obra. Las obras fueron paisajes alrededor de Shoreham, cerca de Sevenoaks, al oeste de Kent. Compró una cabaña deteriorada, apodada "Rat Abbey", y vivió allí desde 1826 hasta 1835, representando el área como un semi-paraíso, misterioso y visionario, a menudo lo muestra en tonos sepia bajo la luz de la luna y las estrellas. 

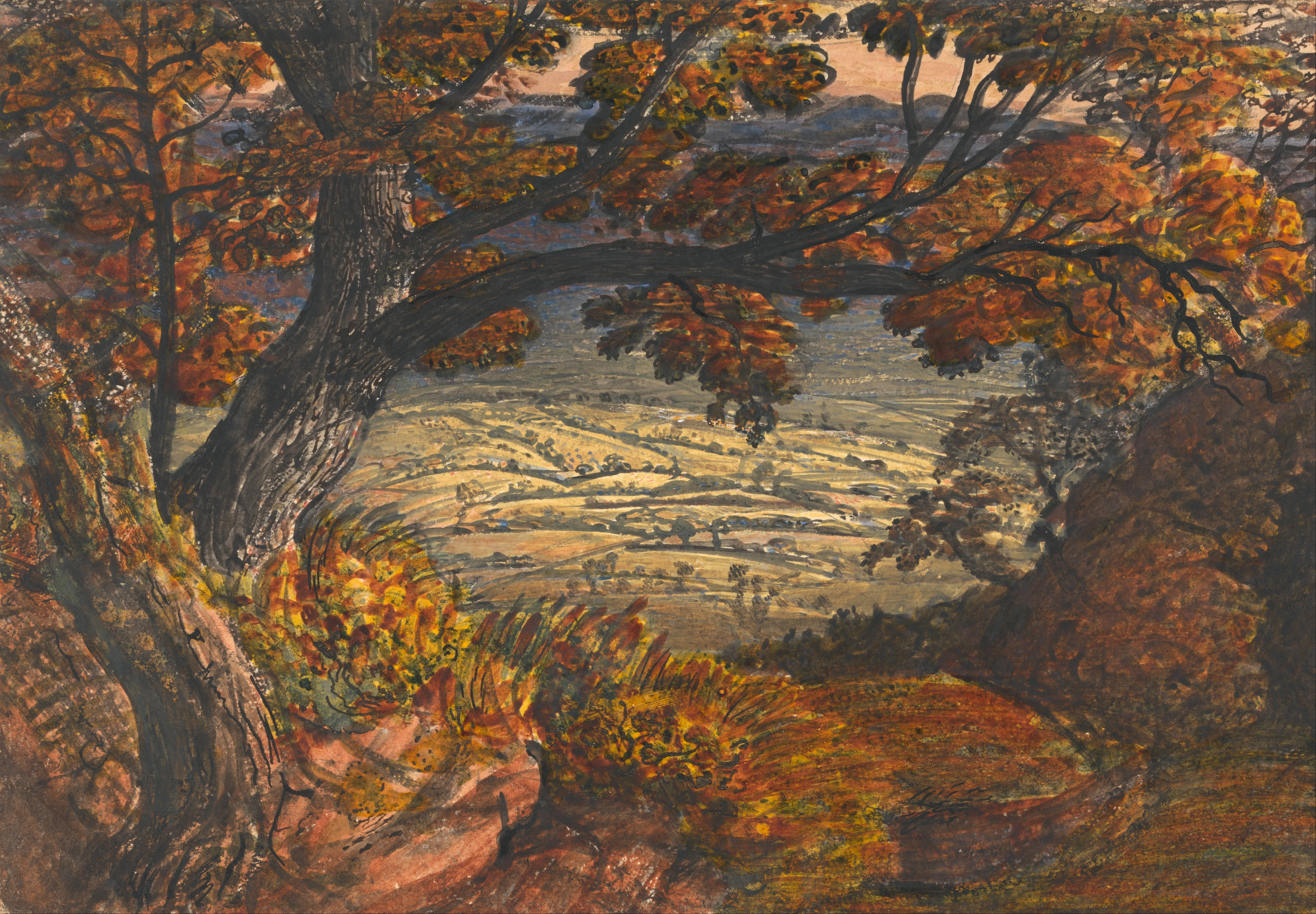
Samuel Palmer, The Weald of Kent (1833)

Allí, Palmer se asoció con un grupo de artistas influenciados por Blake conocidos como los Antiguos (incluidos George Richmond y Edward Calvert). Fueron unos de los pocos que vieron las pinturas de Shoreham porque, como resultado de los ataques de los críticos en 1825, las enseñaba solo a amigos seleccionados.

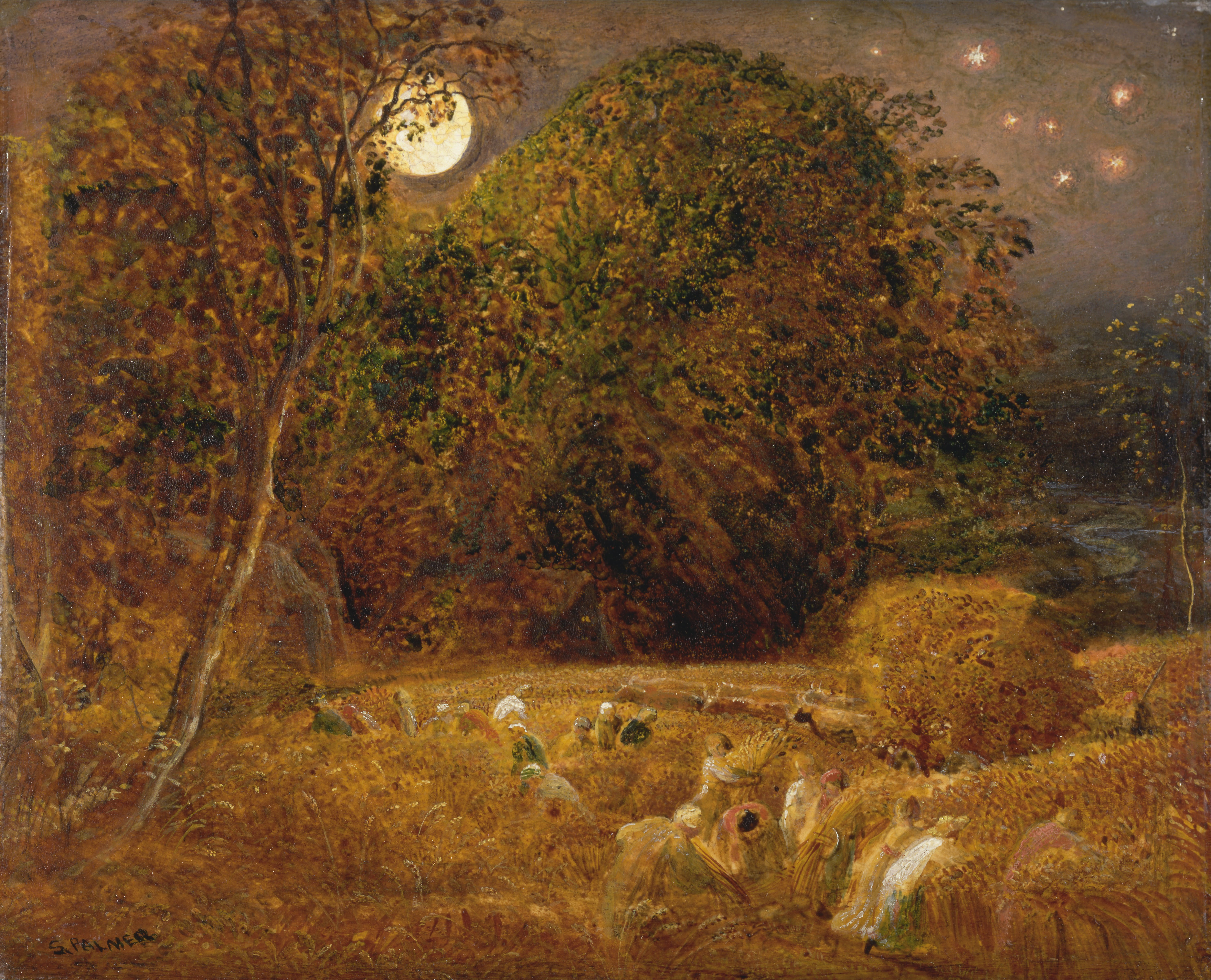
Samuel Palmer, The Harvest Moon (1833)

El padre algo desacreditado de Palmer, Samuel Palmer padre, se mudó al área, su hermano Nathaniel le ofreció una asignación que lo "haría un caballero" y restablecería el buen nombre de la familia. El señor Samuel Palmer alquiló la mitad de la Waterhouse de la época de la Reina Ana, que aún se encuentra junto al río Darent en Shoreham y ahora se la conoce como la "Casa del Agua". La enfermera de Palmer, Mary Ward, y su otro hijo William se unieron a él allí. La Waterhouse se usó para dar cabida a invitados desbordados de la "Rat Abbey". En 1828 Samuel Palmer dejó "Rat Abbey" para unirse a su padre en la Waterhouse y vivió allí por el resto de su tiempo en Shoreham. Mientras estuvo en Shoreham, se enamoró de Hannah Linnell, de catorce años, con quien luego se casó.

## Madurez

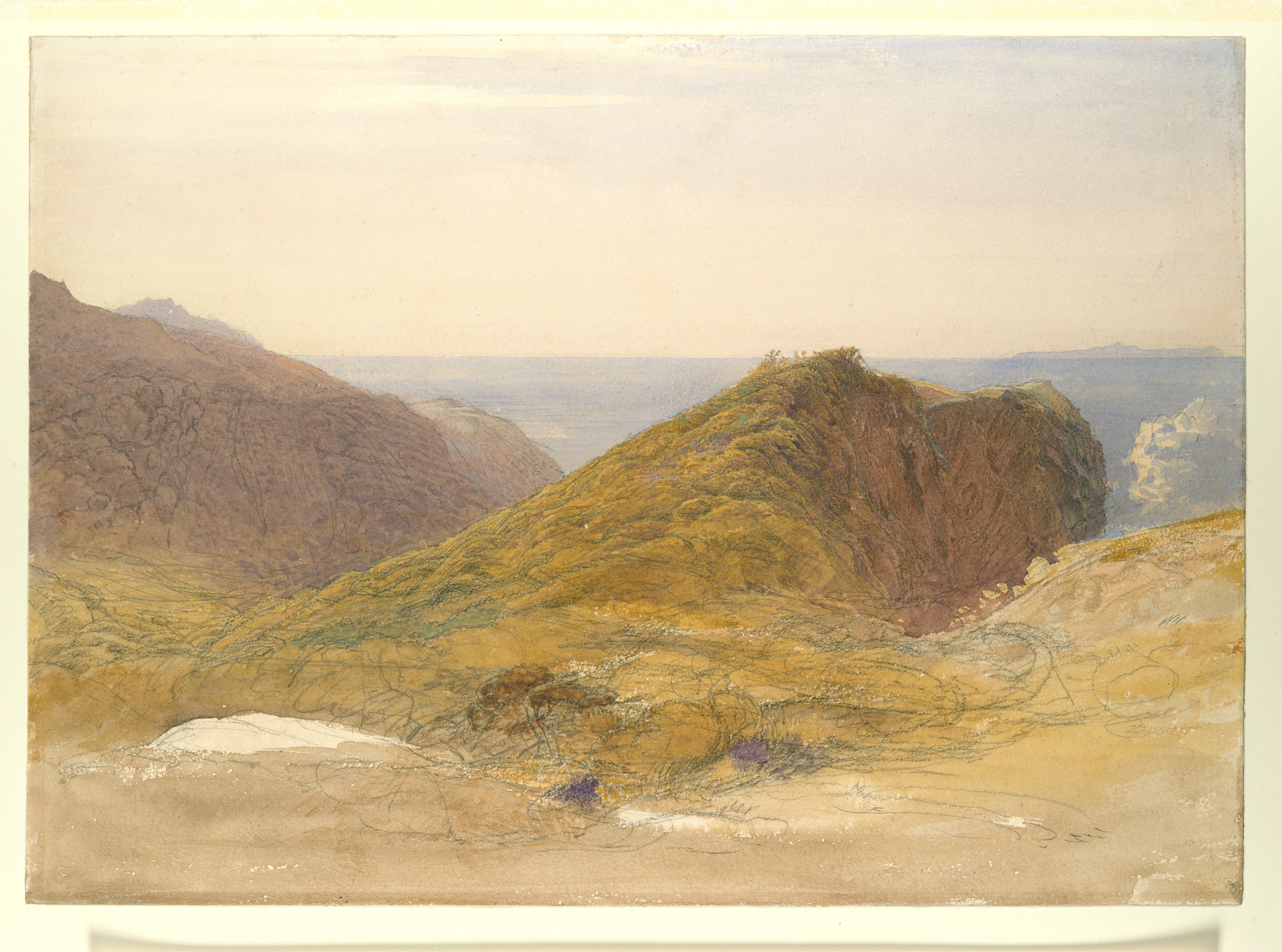
On the North Coast of Devon, Lundy Island in the Distance (1835)

Después de regresar a Londres en 1835 y utilizar un pequeño legado para comprar una casa en Marylebone, Palmer produjo trabajos menos místicos y más convencionales. Parte de su razón para regresar a Londres era vender su trabajo y ganar dinero con la enseñanza privada. Tenía mejor salud a su regreso a Londres, y para entonces estaba casado con Hannah, hija del pintor John Linnell, a quien conocía desde que era niña, y se casó cuando ella tenía diecinueve años y él treinta y dos. 
Esbozó en Devonshire y Gales alrededor de esta época. Su visión pacífica de la Inglaterra rural se había desilusionado por el descontento rural violento de principios de la década de 1830. Su pequeño legado financiero se estaba agotando y decidió producir un trabajo más acorde con el gusto del público si quería ganar ingresos para él y su esposa. Estaba siguiendo el consejo de su suegro Linnell, que antes había demostrado una comprensión notable de la singularidad del genio de William Blake, aunque no fue tan generoso con su yerno, para quien su actitud era autoritaria y, a menudo dura.

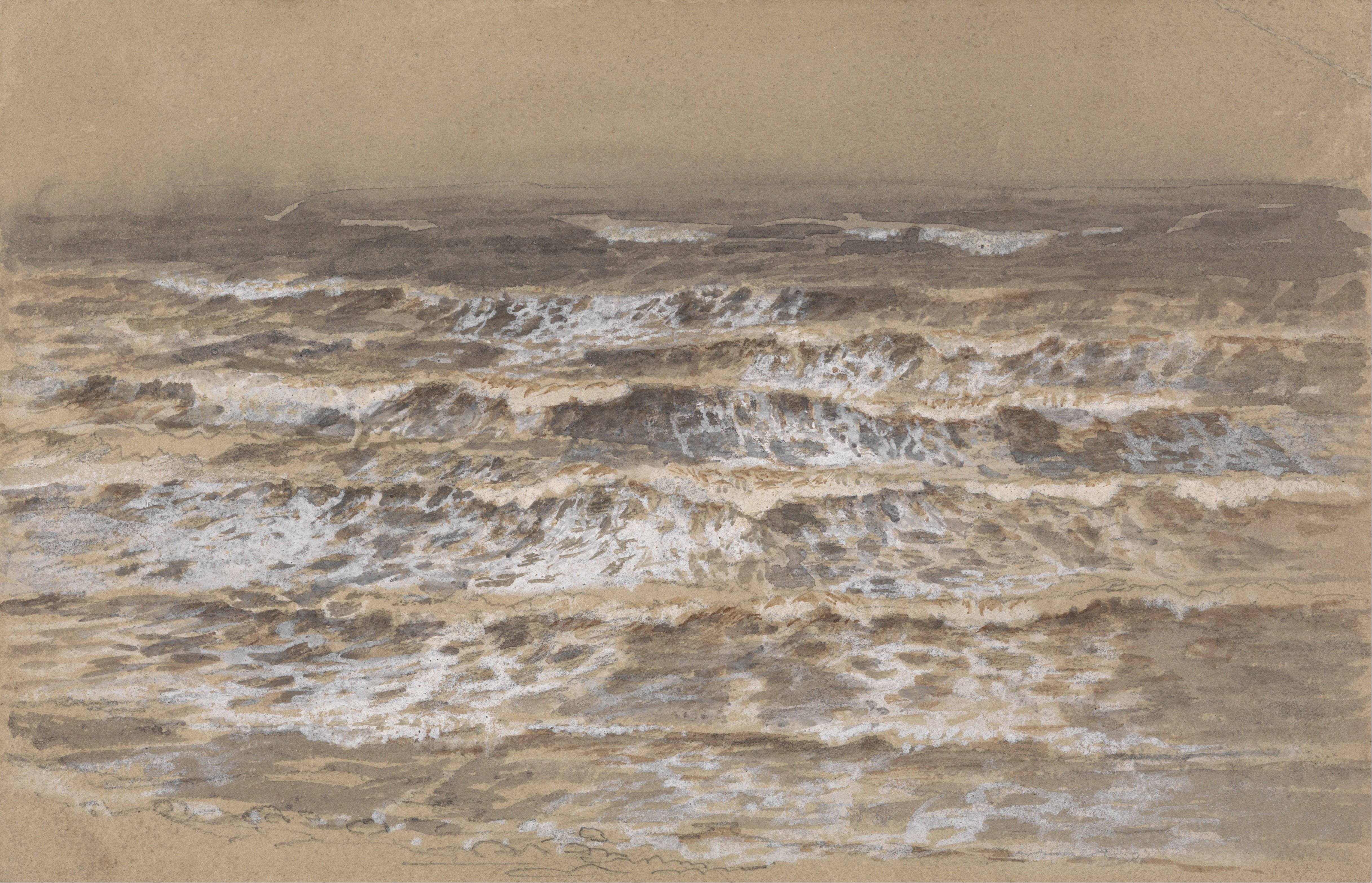
Samuel Palmer - Study of Waves

Palmer se volvió más hacia la acuarela, que estaba ganando popularidad en Inglaterra. Para avanzar en una carrera comercial, la pareja se embarcó en una luna de miel de dos años en Italia, posible gracias al dinero de los padres de Hannah en 1837. En Italia, la paleta de Palmer se hizo más brillante, a veces hasta chillona, pero hizo muchos bocetos y estudios eso luego sería útil para producir nuevas pinturas. A su regreso a Londres, Palmer buscó patrocinadores con un éxito limitado. Durante más de dos décadas se vio obligado a trabajar como maestro de dibujo privado, hasta que se mudó de Londres en 1862. Para aumentar sus preocupaciones financieras, su disoluto hermano William había empeñado todas sus primeras pinturas, y Palmer estaba obligado a pagar una gran suma para canjearlas. Según todos los informes, Palmer fue un excelente maestro, pero el trabajo con estudiantes poco inspirados redujo el tiempo que podía dedicar a su propio arte.

## Últimos años

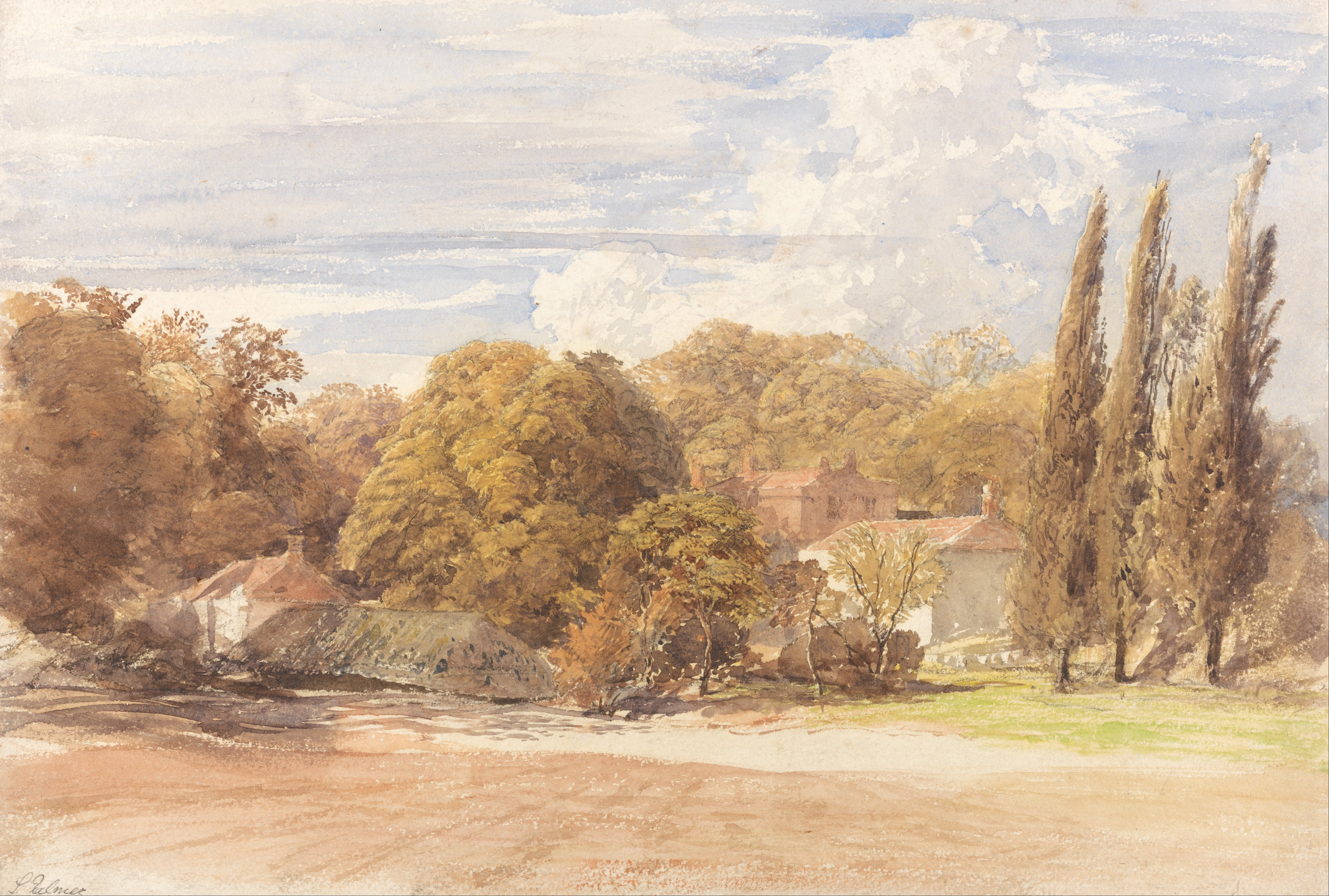
Samuel Palmer - Kensington Gardens - 1848

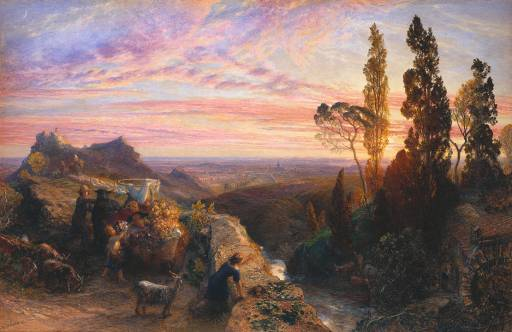
Un sueño en los Apeninos (c. 1864)

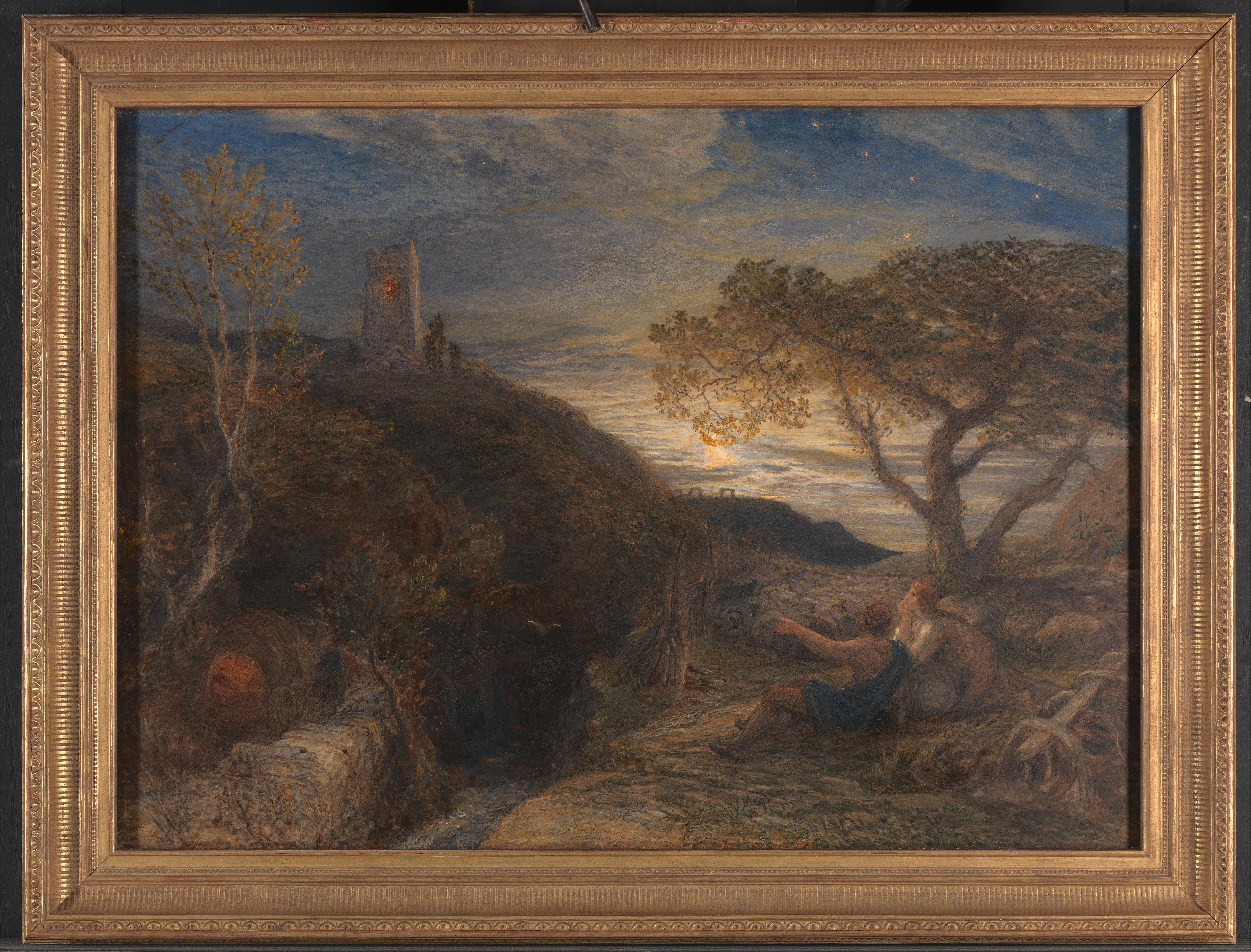
Samuel Palmer, The Lonely Tower (1868)

Desde principios de la década de 1860 obtuvo cierta medida de éxito crítico para sus paisajes, que tuvieron un toque de los primeros trabajos de Shoreham. El más notable es el grabado de La torre solitaria (1879). Se convirtió en miembro de pleno derecho de la Sociedad de la acuarela en 1854, y su exposición anual le dio un objetivo anual para trabajar.
Sus mejores trabajos tardíos incluyen una serie de grandes acuarelas que ilustran los poemas de Milton, L'Allegro y Il Penseroso y sus grabados, un medio en el que trabajó desde 1850 en adelante, incluyendo un conjunto que ilustra a Virgilio.
Los últimos años de Palmer fueron oscurecidos por la muerte en 1861, a la edad de diecinueve años, de su hijo mayor Thomas More Palmer, un golpe devastador del que nunca se recuperó por completo. Vivió en varios lugares más adelante en su vida, incluyendo una pequeña casa de campo y una villa en Kensington, donde vivía en 6 Drouro Place, luego una casa de campo en Reigate. 
Pero fue solo cuando una pequeña seguridad financiera se cruzó en su camino, cuando fue capaz de mudarse a la Furze Hill House en Redhill, Surrey, desde 1862. No podía permitirse el lujo de suscribirse a un periódico diario a Redhill, sugiriendo que sus finanzas las circunstancias todavía eran estrechas.
Samuel Palmer murió en Redhill, Surrey, y está enterrado con su esposa en el cementerio de Reigate.

## Legado
Palmer fue en gran parte olvidado después de su muerte. En 1909, muchas de sus obras de Shoreham fueron destruidas por su hijo sobreviviente, Alfred Herbert Palmer, quien quemó "una gran cantidad de obra de su padre". La destrucción incluyó "cuadernos de bocetos, cuadernos y obras originales, y duró varios días". No fue sino hasta 1926 que el redescubrimiento de Palmer comenzó a través de una exposición comisariada por Martin Hardie en el Victoria & Albert Museum, Drawings, Etchings and Woodcuts realizados por Samuel Palmer y otros discípulos de William Blake. 
Pero hasta principios de la década de 1950 no se recuperó su reputación, estimulada por el libro de 280 páginas de Geoffrey Grigson, Samuel Palmer (1947) y más tarde por una exposición del trabajo de Shoreham en 1957 y por la selección de Grigson de los escritos de Palmer en 1960. Su reputación se basa principalmente en su trabajo de Shoreham, pero algunos de sus últimos trabajos han recibido recientemente más reconocimiento.
El trabajo de Shoreham ha tenido una influencia poderosa en muchos artistas ingleses después de redescubrirse. Palmer fue una influencia notable en F. L. Griggs, Robin Tanner, Graham Sutherland, Paul Drury, Joseph Webb, Eric Ravilious, el grabado de vidrio de Laurence Whistler y Clifford Harper. También inspiró un resurgimiento en el grabado de paisajes del siglo XX, que comenzó entre los estudiantes del Goldsmiths 'College en la década de 1920. (Ver: Jolyon Drury, 2006)
En 2005, el Museo Británico colaboró con el Museo Metropolitano de Arte para realizar la primera gran retrospectiva de su obra, programada para coincidir con el bicentenario del nacimiento de Palmer. El espectáculo se desarrolló entre octubre de 2005 y enero de 2006, y en el Metropolitan Museum of Art, de Nueva York, de marzo a mayo de 2006.

## Escritos
- An address to the Electors of West Kent: Pamphlet 1832
- The 1861 Lives Balance Sheet:  Epitaph on death of his son Thomas More Palmer
- On going to Shoreham, Kent to design from Ruth: A prayer, 1826
- With pipe and rural chaunt along: A poem, Samuel Palmer's Sketchbook 1824, British Museum Facsimile Published by William Blake Trust in 1862